# Cochemiea estebanensis
Cochemiea estebanensis ist eine Pflanzenart aus der Gattung Cochemiea in der Familie der Kakteengewächse (Cactaceae). Das Artepitheton estebanensis verweist auf das Vorkommen der Art auf der Isla San Esteban.

## Beschreibung
Cochemiea estebanensis wächst einzeln oder Gruppen bildend. Die graugrünen, zylindrischen Triebe haben einen gerundeten Scheitel. Sie werden bis zu 50 Zentimeter hoch und 6 bis 10 Zentimeter im Durchmesser groß. Die Warzen sind fest, pyramidal und ohne Milchsaft. Die Axillen sind mit Wolle und 5 bis 8 langen Borsten mit einer Länge von bis zu 0,8 Zentimeter besetzt. Der eine Mitteldorn ist braun mit dunkler Spitze. Er ist gerade oder gehakt und zwischen 0,4 und 1,5 Zentimeter lang. Die 15 bis 22 Randdornen sind nadelig, gerade, bräunlich bis goldfarben oder auch weiß und bis zu 1 Zentimeter lang.
Die trichterig oder glockigen  Blüten sind bis weiß und bis zu 2 Zentimeter lang und 2,5 Zentimeter im Durchmesser groß. Die roten Früchte enthalten schwarze Samen.

## Verbreitung und Systematik
Cochemiea estebanensis ist im mexikanischen Bundesstaat Baja California auf der Insel San Esteban und auf dem Archipel San Lorenzo verbreitet.
Die Erstbeschreibung als Mammillaria estebanensis erfolgte 1967 durch George Edmund Lindsay. Peter B. Breslin und Lucas C. Majure stellten die Art 2021 in die Gattung Cochemiea. Weitere nomenklatorische Synonyme sind Mammillaria angelensis var. estebanensis (G.E.Linds.) Repp. (1981), Mammillaria dioica f. estebanensis (G.E.Linds.) Neutel. (1986), Mammillaria dioica subsp. estebanensis (G.E.Linds.) D.R.Hunt (1998) und Cochemiea dioica subsp. estebanensis (G.E.Linds.) Doweld (2000).

## Nachweise